# Habighorst
Habighorst är en ortsteil i kommunen Eschede i Celle i förbundslandet Niedersachsen i Tyskland. Habighorst var en kommun fram till 1 januari 2014 när den uppgick i Eschede. Kommunen Habighorst hade 724 invånare 2013.